# Cattedrale della Resurrezione di Cristo (Podgorica)
La cattedrale della Resurrezione di Cristo (in montenegrino e serbo: Saborni Hram Hristovog Vaskrsenja – Саборни Храм Христовог Васкрсења) si trova a Podgorica, in Montenegro, ed è la cattedrale della metropolia del Montenegro e del Litorale, la più grande eparchia della Chiesa ortodossa serba nel suddetto Paese.

## Storia
La costruzione della chiesa ortodossa della Resurrezione di Cristo a Podgorica ha avuto inizio nell'agosto del 1993, vicino alle rovine della chiesa dei Santi Apostoli, sotto la guida dell'architetto Predrag Ristić.
Il 18 maggio del 1994 la nuova chiesa è stata inaugurata dal patriarca russo Alessio II e dal patriarca serbo Pavle, alla presenza di un gran numero di vescovi della chiesa ortodossa russa e della chiesa ortodossa serba.
Grazie alle donazioni dei fedeli e all'assistenza finanziaria necessaria del governo del Montenegro è stato possibile completare la cripta nel 1997.
Il 18 novembre 1999 è stata completata la cupola, su cui è stata posta una croce d'oro. La chiesa è stata consacrata il 7 ottobre del 2013, con la partecipazione di esponenti delle principali chiese ortodosse: il patriarca serbo Irinej, il patriarca ecumenico Bartolomeo I, il primate Teofilo III della Chiesa ortodossa di Gerusalemme, il patriarca Kirill di Mosca nonché rappresentanti del mondo della politica.